# Творіння Прометея
Творіння Прометея (нім. Die Geschöpfe des Prometheus, op. 43) Людвіга ван Бетховена — героїко-алегоричний балет на дві дії. Лібрето за мотивами давньогрецького міфу і хореографію склав Сальвато́ре Віґано́. Прем'єра відбулася у віденському Бурґтеатрі 28 березня 1801 року. 
Найбільш відомою є увертюра з цього балету, що виконується як самостійна концертна п'єса.

## Діячі
- Прометей, титан
- Чоловіча істота, створена Прометеєм
- Жіноча істота, створена Прометеєм
- Аполлон, Пан, Вакх, музи Евтерпа, Мельпомена і Талія, Амфіон, Аріон, Орфей, грації, фауни, вакханки.